# Хосеп Самітьєр
Хосеп Самітьєр (ісп. Josep Samitier, нар. 2 лютого 1902, Барселона — пом. 4 травня 1972, Барселона) — іспанський футболіст, що грав на позиції півзахисника, нападника. По завершенні ігрової кар'єри — футбольний тренер.
Виступав, зокрема, за «Барселону», а також національну збірну Іспанії.
Шестиразовий володар Кубка Іспанії з футболу. Дворазовий чемпіон Іспанії як гравець і тренер.

## Клубна кар'єра
Народився 2 лютого 1902 року в місті Барселона. Вихованець юнацьких команд футбольних клубів «Барселона» та «Інтернасьональ» (Сантс).
У дорослому футболі дебютував 1919 року виступами за команду клубу «Барселона», в якій провів тринадцять сезонів, взявши участь у 454 матчах чемпіонату. Більшість часу, проведеного у складі «Барселони», був основним гравцем команди. У складі «Барселони» був одним з головних бомбардирів команди, маючи середню результативність на рівні 0,72 голу за гру першості. За цей час п'ять разів виборював титул володаря Кубка Іспанії з футболу, ставав чемпіоном Іспанії.
Протягом 1932—1934 років захищав кольори команди клубу ФК «Мадрид». Протягом цих років додав до переліку своїх трофеїв ще один титул володаря Кубка Іспанії з футболу, знову ставав чемпіоном Іспанії.
Завершив професійну ігрову кар'єру у французькому клубі «Ніцца», за команду якого виступав протягом 1936—1939 років.

## Виступи за збірні
1920 року дебютував в офіційних матчах у складі національної збірної Іспанії, протягом наступних 12 років провів у її складі 21 матч. У складі збірної брав участь у футбольних турнірах на Олімпійських играх 1920 та 1924 років. На першому з цих змагань став срібним олімпійським призером.
Також у 1920-х і першої половини 1930-х залучався до ігор неофіційної збірної Каталонії.

## Кар'єра тренера
Розпочав тренерську кар'єру ще до припинення виступів на полі, 1936 року, очоливши тренерський штаб клубу «Атлетіко».
Надалі очолював команду клубу «Ніцца».
Останнім місцем тренерської роботи була «Барселона», команду якої Хосеп Самітьєр очолював як головний тренер до 1947 року.
Помер 4 травня 1972 року на 71-му році життя в місті Барселона.

## Титули і досягнення

### Як гравця
- Володар Кубка Іспанії з футболу (6):

«Барселона»: 1920, 1922, 1925, 1926, 1928
«Реал Мадрид»: 1934
- Чемпіон Іспанії (2):

«Барселона»: 1929
«Реал Мадрид»: 1932–33
Збірні
- Срібний олімпійський призер: 1920

### Як тренера
- Чемпіон Іспанії (1):

«Барселона»: 1944–45
- Володар Кубка Еви Дуарте (1):

«Барселона»: 1945

## Статистика
Статистика клубних виступів:
| Сезон                 | Команда               | Чемпіонат Іспанії     | Чемпіонат Іспанії | Чемпіонат Іспанії | Кубок Іспанії | Кубок Іспанії | Чемпіонат Каталонії | Чемпіонат Каталонії |
| Сезон                 | Команда               | Л                     | І                 | Г                 | І             | Г             | І                   | Г                   |
| --------------------- | --------------------- | --------------------- | ----------------- | ----------------- | ------------- | ------------- | ------------------- | ------------------- |
| 1919/20               | «Барселона»           | —                     | —                 | —                 | 3             | 0             | 10                  | 0                   |
| 1920/21               | «Барселона»           | —                     | —                 | —                 | —             | —             | 13                  | 1                   |
| 1921/22               | «Барселона»           | —                     | —                 | —                 | 5             | 2             | 9                   | 0                   |
| 1922/23               | «Барселона»           | —                     | —                 | —                 | —             | —             | 10                  | 0                   |
| 1923/24               | «Барселона»           | —                     | —                 | —                 | 7             | 4             | 10                  | 14                  |
| 1924/25               | «Барселона»           | —                     | —                 | —                 | 8             | 9             | 13                  | 10                  |
| 1925/26               | «Барселона»           | —                     | —                 | —                 | 5             | 9             | 10                  | 6                   |
| 1926/27               | «Барселона»           | —                     | —                 | —                 | 7             | 3             | 13                  | 20                  |
| 1927/28               | «Барселона»           | —                     | —                 | —                 | 15            | 21            | 10                  | 13                  |
| 1928/29               | «Барселона»           | Д-1                   | 13                | 7                 | 7             | 5             | 4                   | 2                   |
| 1929/30               | «Барселона»           | Д-1                   | 2                 | 3                 | 8             | 7             | 8                   | 2                   |
| 1930/31               | «Барселона»           | Д-1                   | 1                 | 0                 | 3             | 2             | 4                   | 5                   |
| 1931/32               | «Барселона»           | Д-1                   | 12                | 10                | 7             | 1             | 12                  | 12                  |
| 1932/33               | «Барселона»           | —                     | —                 | —                 | —             | —             | 6                   | 9                   |
| Усього за «Барселону» | Усього за «Барселону» | Усього за «Барселону» | 28                | 20                | 75            | 63            | 132                 | 94                  |
| 1932/33               | «Мадрид»              | Д-1                   | 6                 | 3                 | —             | —             | —                   | —                   |
| 1933/34               | «Мадрид»              | Д-1                   | 2                 | 1                 | 8             | 5             | —                   | —                   |
| Усього за «Мадрид»    | Усього за «Мадрид»    | Усього за «Мадрид»    | 8                 | 4                 | 8             | 5             | —                   | —                   |
| Усього за кар'єру     | Усього за кар'єру     | Усього за кар'єру     | 36                | 24                | 83            | 68            | 132                 | 94                  |